# Der Spargel (Manet)

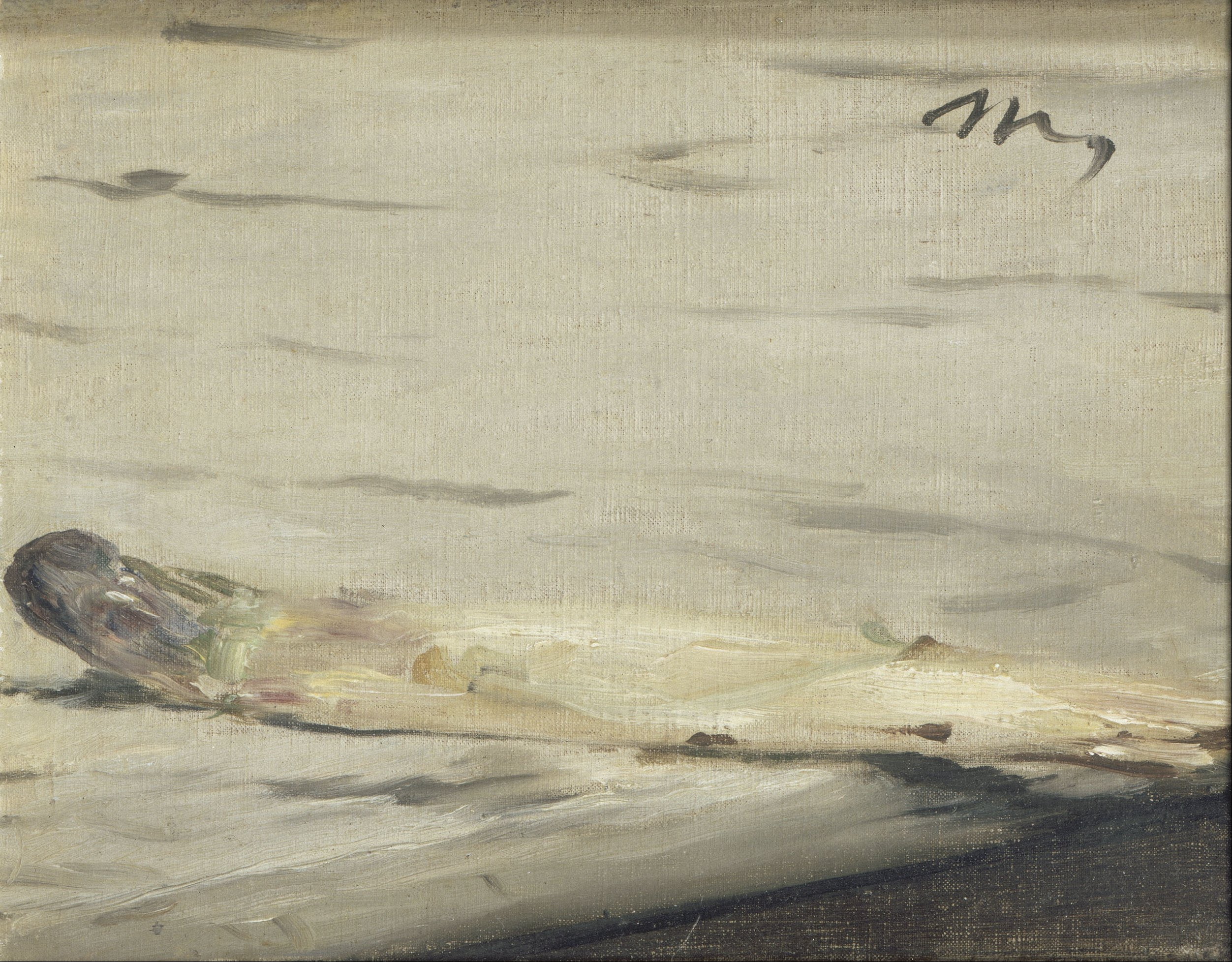
Der Spargel
Édouard Manet, 1880
16,5 × 21,5 cm
Öl auf Leinwand
Musée d’Orsay in Paris

Der Spargel, auch Ein einzelner Spargel oder Spargel, (französisch L’asperge) ist ein 1880 in Öl auf Leinwand gemaltes Stillleben von Édouard Manet. Es hat eine Höhe von 16,5 cm und eine Breite von 21,5 cm. Das im Stil des Impressionismus gemalte Bild zeigt eine einzelne Spargelstange auf einer Marmorplatte. Manet malte das Bild als Geschenk an seinen Freund Charles Ephrussi. Es gehört zur Sammlung des Musée d’Orsay in Paris.

## Bildbeschreibung
Das Bild zeigt eine einzelne Spargelstange auf einer Marmorplatte. Die Marmorplatte, Teil eines Tisches oder Abschluss einer Anrichte, nimmt fast die gesamte Leinwand ein. Eine Kante verläuft vorn von der linken unteren Ecke schräg zum rechten Bildrand. Darunter, in der rechten Ecke, ist das Bild in dunklen Brauntönen gemalt. Hierbei könnte es sich um den hölzernen Unterbau einer Anrichte oder um den Schattenbereich eines Tisches handeln. Die Marmorplatte ist in Weißgrau gemalt. Darin befinden sich einige lebhafte, horizontale Pinselstriche in Dunkelgrau, die eine Marmorstruktur andeuten. Oben rechts findet sich in der Marmorfläche die Signatur „M“ für Manet.
Die Spargelstange liegt parallel zum unteren Bildrand nahezu waagerecht auf der Marmorfläche, wobei der Kopf leicht nach oben gekrümmt ist. Während der Kopf der Stange fast den linken Bildrand berührt, reicht das andere Ende über die schräge Tischkante hinweg bis zum rechten Bildrand und wird teilweise von diesem abgeschnitten. Die Spargelstange liegt somit zu weiten Teilen auf der Marmorplatte, während die Kopfspitze und ein Teil des unteren Endes in der Luft schweben. Die Spargelstange weist eine reiche Farbgebung auf. In der Mitte finden sich Weiß- und Gelbtöne, am unteren Ende kommen einzelne Stellen in Braun hinzu. Am Kopf der Spargelstange gibt es einen Farbauftrag aus Weiß, Hellbraun, Dunkelbraun, Gelb, Hellgrün, Dunkelgrün, Blau, Lila, Violett und Hellrot. Mit den deutlich erkennbaren einzelnen Pinselstrichen und Farbtupfern zeigt Manet seine impressionistische Malweise. Wenige Schattenpartien unter den beiden Enden der Spargelstange lassen auf eine Lichtquelle oberhalb des Bildes schließen.
Die Kunsthistorikerin Manuela B. Mena Marqués hob hervor, bei der Einfachheit des Sujets sei es Manet gelungen, in Perfektion Natur, Licht und Farbe zu malen. Dabei sei es eine schwierige Aufgabe gewesen, das gelbweiße Gemüse auf einem Tisch mit nahezu derselben Farbe zu malen. Die Museumsdirektorin Françoise Cachin wies auf die gelungene Leichtigkeit des Bildes hin und führt an „... mit dem hellen Hintergrund, mit dem zarten Spiel von Blau und Grau zwischen Spargelstange und Marmorplatte und ein paar lebhaften Farbtupfern an der Spargelspitze, gibt Manet sich einer völlig ungezwungenen Malerei hin. Zugleich demonstriert er sein enormes handwerkliches Geschick ...“. Dies unterstrich der französische Philosoph Georges Bataille: „Die wundervollen Stilleben Manets sind ... weit entfernt vom Dekorativen“. Das Bild Der Spargel „... erhellt das Abgleiten der Dinge in die Welt der Indifferenz.“ Für Bataille ist Der Spargel „zwar nature morte, aber doch eben Natur, also heiteres Leben.“

## Zur Entstehung des Bildes
Der Bankier und Kunstsammler Charles Ephrussi besuchte Manet 1880 in seinem Atelier und sah das gerade fertiggestellte Stillleben Spargelbündel (Wallraf-Richartz-Museum & Fondation Corboud, Köln). Dieses Gemälde zeigt ein Bündel Spargel auf einem Tisch vor dunklem Hintergrund – ein Motiv, wie es aus der niederländischen Barockmalerei bekannt ist. Manet nannte einen Kaufpreis von 800 Franc und Ephrussi erwarb das Bild. Statt des geforderten Betrages sandte Ephrussi dem Maler jedoch 1.000 Franc. Daraufhin malte Manet das sehr viel kleinere Bild Der Spargel und schickte es an Ephrussi, versehen mit der Nachricht „Il en manquait une à votre botte“ („Es fehlt noch eine in ihrem Bündel“). Manets Geschenk an Ephrussi unterschied sich nicht nur im Format und Motiv, sondern vor allem in der Farbgebung und Malweise vom gekauften Spargelbund. Das deutlich hellere Bild Der Spargel zeigt eine sehr viel freiere Malweise.
In den 1860er Jahren schuf Manet mehrere Stillleben, bei denen er verschiedene Gegenstände zu einem Arrangement zusammenstellte und damit an die traditionelle Stilllebenmalerei anknüpfte. So zeigt beispielsweise sein Gemälde Der Lachs (Shelburne Museum, Shelburne) neben dem namensgebenden Fisch, der in der Bildmitte auf einem Teller liegt, weitere Gegenstände wie zwei Flaschen, ein Glas, eine Schale, ein Salzfass, Zitronen und Besteck. Gegen Ende seines Lebens, ab 1880, reduzierte er die Zahl der Gegenstände in seinen Stillleben, bis schließlich Bilder mit nur einem Objekt entstanden. So malte er Bilder wie Die Zitrone (Musée d’Orsay, Paris) oder Apfel auf einem Teller (Privatsammlung). Manets Darstellungen einzelner Objekte beschrieb Françoise Cachin als „Extrakte, Quintessenzen der Malerei“.

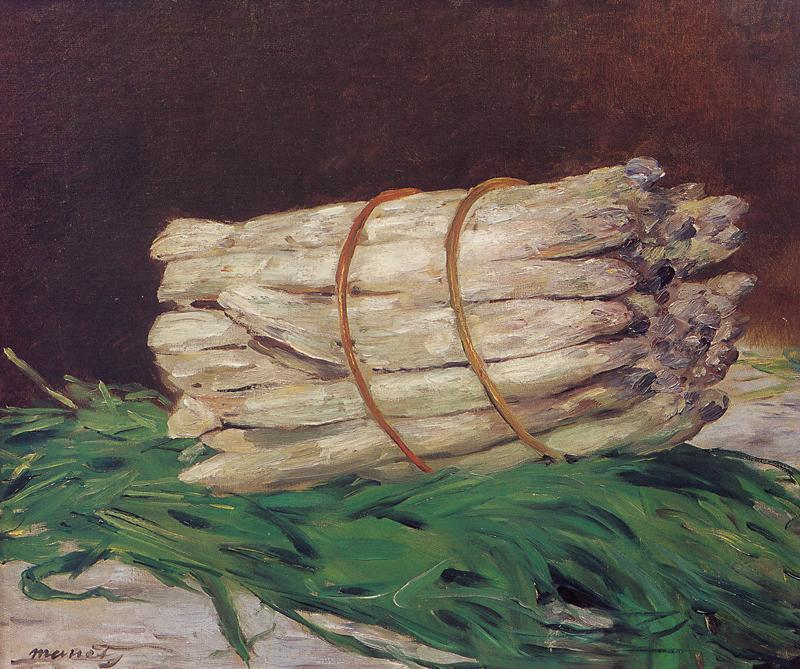
Édouard Manet: Spargelbündel, 1880
Édouard Manet: Der Lachs, 1866–1869
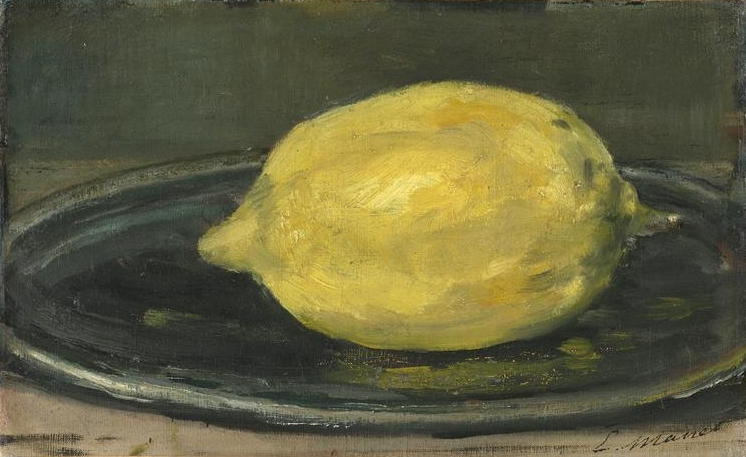
Édouard Manet: Die Zitrone, 1880–1881
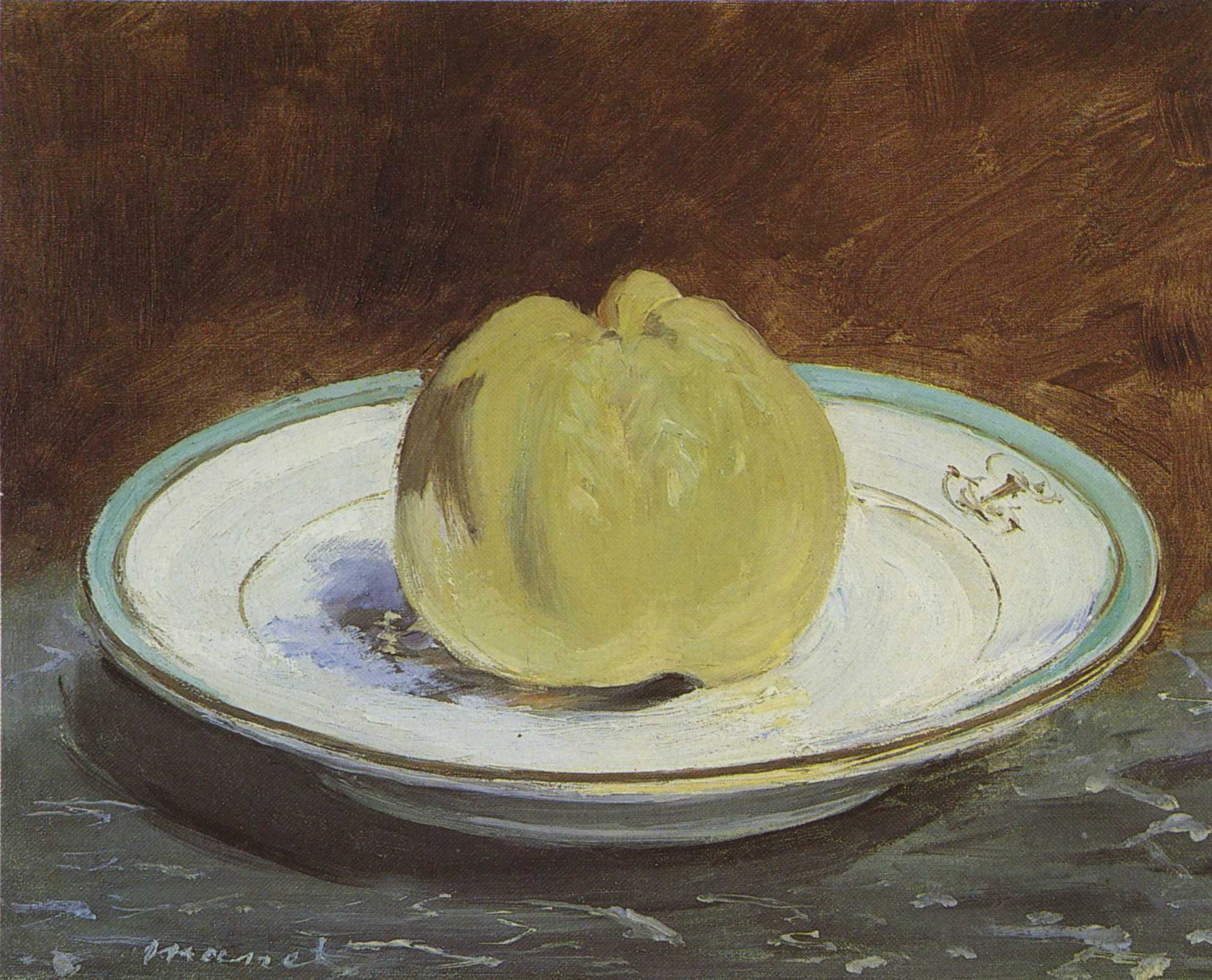
Édouard Manet: Apfel auf einem Teller, 1880–1882

## Provenienz
Manet verschenkte das Bild 1880 an Charles Ephrussi. Nach seinem Tod erwarb es die Kunsthandlung Bernheim-Jeune und ging in der Folge in die Privatsammlung von Gaston Bernheim-Jeune über. 1951 kaufte der in New York lebende Kunsthändler und Sammler Sam Salz das Bild. Er schenkte das Gemälde 1959 dem Musée du Louvre. Von 1959 bis 1986 wurde das Bild in der Galerie du Jeu de Paume gezeigt. Seit 1986 gehört es zur Sammlung des Musée d’Orsay. Die beiden Gemälde Der Spargel und Das Spargelbündel wurden nach Ephrussis Tod 1905 nur selten gemeinsam ausgestellt. Hierzu gehören die Manetausstellungen 1989 in Charlottenlund und 2003/4 in Madrid. Zuletzt waren beide Bilder in Ausstellungen 2017–2018 in Washington, D.C. und 2019 in Chicago vereint.